# بخش بریانسون
بخش بریانسون (به فرانسوی: Arrondissement de Briançon) یک بخش در فرانسه است که در اوت-آلپ واقع شده‌است.